# Who's Next
Who's Next je páté studiové album anglické rockové skupiny The Who, které poprvé vyšlo v srpnu 1971. Obsahovalo dva singly: „Behind Blue Eyes“ a „Won't Get Fooled Again“.
Skladba „Won't Get Fooled Again“ je znělkou amerického seriálu Kriminálka Miami, skladba „Baba O'Riley“ seriálu Kriminálka New York.

## Seznam skladeb
Autorem všech skladeb je Pete Townshend, pokud není uvedeno jinak.
1. „Baba O'Riley“ – 5:00
2. „Bargain“ – 5:33
3. „Love Ain't for Keeping“ – 2:12
4. „My Wife“ (Entwistle) – 3:41
5. „The Song Is Over“ – 6:16
6. „Getting in Tune“ – 4:50
7. „Going Mobile“ – 3:42
8. „Behind Blue Eyes“ – 3:42
9. „Won't Get Fooled Again“ – 8:32

## Obsazení
The Who
- Roger Daltrey – hlavní a doprovodné vokály, harmonika v „I Don't Even Know Myself“
- John Entwistle – baskytara, doprovodné vokály, žestě, hlavní vokály a klavír v „My Wife“
- Keith Moon – bicí, perkuse
- Pete Townshend – kytara, varhany, VCS3 a ARP syntezátory, doprovodné vokály, klavír v „Baba O'Riley“, hlavní vokály v „Going Mobile“, původní verzi „Love Ain't for Keeping“, „Baba O'Riley“, „Bargain“ a „The Song Is Over“

Další hudebníci
- Dave Arbus – housle v „Baba O'Riley“
- Nicky Hopkins – klavír v „The Song Is Over“ a „Getting in Tune“
- Al Kooper – varhany v alternativní verzi „Behind Blue Eyes“[4]
- Leslie West – sólová kytara v „Baby, Don't You Do It“[4]